# 星位

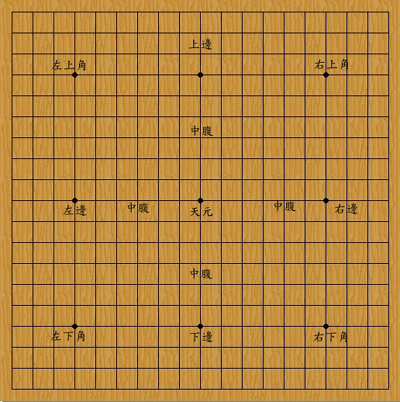
九星和中腹

星位是一個圍棋的名詞，狹義是指從棋盤角部起，橫、豎都是第四路的位置，整個棋盤共有四個星位。廣義而言，則包括四個角上星位之間的中點和正中央的一點（天元），亦即整個棋盤上有九個星位（四個角星，四個邊星和中央天元），一般在棋盤八個星位以及天元會以較為粗深的點來標示。主要的用意是便於判別棋子在棋盤上的相對位置。
在圍棋的佈局中，星位是一個經常會先佔的位置，在中國清代以前的圍棋中，對弈開始時要置放座子即位於四個星位，後來日本圍棋廢除座子，小目取代星位成為開局佔角的最常見位置，直到20世紀30年代新佈局的發展，對於外勢和第四線的價值開始重視，佔星位的情況都加許多，後來棋士武宮正樹等人所習用的三連星布局，即是這種思考的產物。除此之外，雖然已廢除座子，但在讓子棋中，黑棋先放置的位置仍是在星位，因此星位布局和定石的研究和探討變得非常重要。